# Challenge Pernod
Il Challenge Pernod era una competizione di ciclismo su strada esistita tra il 1959 e il 1987. Le performance dei corridori nelle principali corse su strada permettevano di guadagnare dei punti in una classifica su base individuale che, al termine della stagione, stabiliva il ciclista più regolare, vincitore della competizione. Era diviso in tre categorie:
- il Super Prestige Pernod, che premiava il migliore corridore della stagione;
- il Prestige Pernod, che premiava il migliore corridore francese;
- il Promotion Pernod, che premiava il migliore corridore francese di meno di 25 anni.

## Storia
Nel 1958 Jacques Couvrard, responsabile pubblicitario della società di liquori Pernod, creò un trofeo che ricompensava il miglior corridore francese della stagione, il Prestige Pernod. Per diversi anni il premio fece concorrenza al Challenge Yellow, istituito dalla compagnia meccanica Sédis, che dal 1931 al 1982, ricompensava il migliore ciclista professionista della stagione francese.
Nel 1959 si aggiunsero al Prestige Pernod altre due categorie, il Super Prestige Pernod e la Promotion Pernod. Il Super Prestige divenne una sorta di campionato del mondo a punti della stagione professionistica su strada. Il calendario includeva infatti circa 30 corse in linea, tra cui tutte le grandi classiche, 5 corse a tappe di una o due settimane variabili di anno in anno e tutti e tre i Grandi giri, con l'intento di premiare il corridore più competitivo in tutti i tipi di corse nell'arco di un intero anno. A dispetto del nome, però, comprendeva solo gare corse in Europa. La Promotion Pernod aveva invece lo scopo di premiare il miglior ciclista francese di età inferiore a 25 anni.
Nel 1983 fu aggiunta una quarta categoria, la Promotion Internationale. Nel 1984 Promotion e Promotion Internationale sparirono e fu aggiunta la Super Promotion (categoria internazionale). Nel 1985 fu creata anche la categoria Super Prestige Pernod femminile.
Nel 1987 una legge francese vietò la pubblicità di alcolici nello sport e la società Pernod organizzò il challenge per l'ultima volta. Nel 1989 l'Unione Ciclistica Internazionale creò la Coppa del mondo su strada, comprendente però solo corse in linea.

## Albo d'oro
Aggiornato all'edizione 1987.

### Super Prestige Pernod
| Anno | Vincitore           | Secondo             | Terzo                  |
| ---- | ------------------- | ------------------- | ---------------------- |
| 1959 | Henri Anglade       | Roger Rivière       | Rik Van Looy Noël Foré |
| 1960 | Jean Graczyk        | Pino Cerami         | Gastone Nencini        |
| 1961 | Jacques Anquetil    | Raymond Poulidor    | Rik Van Looy           |
| 1962 | Jo de Roo           | Jef Planckaert      | Emile Daems            |
| 1963 | Jacques Anquetil    | Tom Simpson         | Raymond Poulidor       |
| 1964 | Raymond Poulidor    | Jan Janssen         | Jacques Anquetil       |
| 1965 | Jacques Anquetil    | Tom Simpson         | Edward Sels            |
| 1966 | Jacques Anquetil    | Felice Gimondi      | Raymond Poulidor       |
| 1967 | Jan Janssen         | Eddy Merckx         | Felice Gimondi         |
| 1968 | Herman Van Springel | Felice Gimondi      | Jan Janssen            |
| 1969 | Eddy Merckx         | Felice Gimondi      | Raymond Poulidor       |
| 1970 | Eddy Merckx         | Herman Van Springel | Luis Ocaña             |
| 1971 | Eddy Merckx         | Luis Ocaña          | Joop Zoetemelk         |
| 1972 | Eddy Merckx         | Raymond Poulidor    | Cyrille Guimard        |
| 1973 | Eddy Merckx         | Luis Ocaña          | Felice Gimondi         |
| 1974 | Eddy Merckx         | Roger De Vlaeminck  | Frans Verbeeck         |
| 1975 | Eddy Merckx         | Roger De Vlaeminck  | Francesco Moser        |
| 1976 | Freddy Maertens     | Francesco Moser     | Joop Zoetemelk         |
| 1977 | Freddy Maertens     | Roger De Vlaeminck  | Bernard Hinault        |
| 1978 | Francesco Moser     | Bernard Hinault     | Joop Zoetemelk         |
| 1979 | Bernard Hinault     | Giuseppe Saronni    | Joop Zoetemelk         |
| 1980 | Bernard Hinault     | Alfons De Wolf      | Francesco Moser        |
| 1981 | Bernard Hinault     | Roger De Vlaeminck  | Jan Raas               |
| 1982 | Bernard Hinault     | Giuseppe Saronni    | Silvano Contini        |
| 1983 | Greg LeMond         | Sean Kelly          | Jan Raas               |
| 1984 | Sean Kelly          | Bernard Hinault     | Phil Anderson          |
| 1985 | Sean Kelly          | Phil Anderson       | Greg LeMond            |
| 1986 | Sean Kelly          | Greg LeMond         | Claude Criquielion     |
| 1987 | Stephen Roche       | Sean Kelly          | Claude Criquielion     |

### Prestige e Promotion Pernod
| Anno | Vincitore Prestige      | Vincitore Promotion       |
| ---- | ----------------------- | ------------------------- |
| 1958 | Francis Pipelin         | non assegnato             |
| 1959 | Henry Anglade           | Raymond Mastrotto         |
| 1960 | Raymond Mastrotto       | Raymond Poulidor          |
| 1961 | Jacques Anquetil        | Raymond Poulidor          |
| 1962 | Joseph Groussard        | Jean-Claude Lebaube       |
| 1963 | Jacques Anquetil        | Joseph Velly              |
| 1964 | Raymond Poulidor        | Michel Nedelec            |
| 1965 | Jacques Anquetil        | Georges Chappe            |
| 1966 | Raymond Poulidor        | Lucien Aimar              |
| 1967 | Bernard Guyot           | Bernard Guyot             |
| 1968 | Lucien Aimar            | Bernard Guyot             |
| 1969 | Raymond Poulidor        | Cyrille Guimard           |
| 1970 | Georges Chappe          | Daniel Rebillard          |
| 1971 | Cyrille Guimard         | Bernard Thévenet          |
| 1972 | Raymond Poulidor        | Yves Hézard               |
| 1973 | Bernard Thévenet        | Régis Ovion               |
| 1974 | Alain Santy             | Bernard Bourreau          |
| 1975 | Bernard Thévenet        | Bernard Hinault           |
| 1976 | Bernard Hinault         | Michel Laurent            |
| 1977 | Bernard Hinault         | Pierre-Raymond Villemiane |
| 1978 | Bernard Hinault         | Jean-René Bernaudeau      |
| 1979 | Bernard Hinault         | Patrick Bonnet            |
| 1980 | Bernard Hinault         | Alain Vigneron            |
| 1981 | Bernard Hinault         | Francis Castaing          |
| 1982 | Bernard Hinault         | Marc Gomez                |
| 1983 | Gilbert Duclos-Lassalle | Laurent Fignon            |
| 1984 | Bernard Hinault         |                           |
| 1985 | Charly Mottet           |                           |
| 1986 | Jean-François Bernard   |                           |
| 1987 | Charly Mottet           |                           |

### Promotion Internationale
| Anno | Vincitrice   |
| ---- | ------------ |
| 1983 | Steven Rooks |

### Super Promotion
| Anno | Vincitrice          |
| ---- | ------------------- |
| 1984 | Niki Rüttimann      |
| 1985 | Niki Rüttimann      |
| 1986 | Ronan Pensec        |
| 1987 | Edwig Van Hooydonck |

### Super-Prestige Pernod femminile
| Anno | Vincitrice    |
| ---- | ------------- |
| 1985 | Jeannie Longo |
| 1986 | Jeannie Longo |
| 1987 | Jeannie Longo |